# Бакінгем (Іллінойс)
Бакінгем (англ. Buckingham) — селище (англ. village) в США, в окрузі Канкакі штату Іллінойс. Населення — 244 особи (2020).

## Географія
Бакінгем розташований за координатами 41°2′49″ пн. ш. 88°10′30″ зх. д. / 41.04694° пн. ш. 88.17500° зх. д. (41.047053, -88.174903).  За даними Бюро перепису населення США в 2010 році селище мало площу 0,65 км², уся площа — суходіл.

## Демографія
Згідно з переписом 2010 року, у селищі мешкало 300 осіб у 96 домогосподарствах у складі 78 родин. Густота населення становила 460 осіб/км².  Було 108 помешкань (166/км²).
Расовий склад населення:
| - 99,0 % — білих |

До двох чи більше рас належало 1,0 %. Частка іспаномовних становила 0,7 % від усіх жителів.
За віковим діапазоном населення розподілялося таким чином: 25,0 % — особи молодші 18 років, 67,7 % — особи у віці 18—64 років, 7,3 % — особи у віці 65 років та старші. Медіана віку мешканця становила 38,0 року. На 100 осіб жіночої статі у селищі припадало 93,5 чоловіків;  на 100 жінок у віці від 18 років та старших — 99,1 чоловіків також старших 18 років.
Середній дохід на одне домашнє господарство  становив 65 689 доларів США (медіана — 54 583), а середній дохід на одну сім'ю — 68 559 доларів (медіана — 54 583). За межею бідності перебувало 16,8 % осіб, у тому числі 19,4 % дітей у віці до 18 років та 0,0 % осіб у віці 65 років та старших.
Цивільне працевлаштоване населення становило 127 осіб. Основні галузі зайнятості: освіта, охорона здоров'я та соціальна допомога — 34,6 %, виробництво — 22,0 %, роздрібна торгівля — 9,4 %, публічна адміністрація — 7,9 %.